# IC 2574
IC 2574, còn gọi là Tinh vân Coddington, là một thiên hà xoắn ốc lùn được phát hiện bởi nhà thiên văn học người Mỹ Edwin Foster Coddington vào năm 1898. Nằm trong chòm sao Đại Hùng, một chòm sao trên bầu trời bán cầu Bắc, nó là một thành viên đặc biệt trong nhóm thiên hà M81, với 90% khối lượng của nó được tin là dưới dạng vật chất tối. IC 2574 không cho thấy bằng chứng tương tác với các thiên hà khác. Nó hiện nay đang hình thành sao; một phân tích tia UV cho thấy các mảng nơi sao hình thành có kích cỡ từ 85 đến 500 năm ánh sáng (26 tới 150 pc).